# Victoria Fuller
Victoria Fuller, född 11 december 1970 i Santa Barbara, Kalifornien, USA, är en amerikansk fotomodell och skådespelerska. Hon var Playboys Playmate of the Month i januari 1996. Hon har också medverkat i den amerikanska dokusåpan The Amazing Race tillsammans med sin man Jonathan Baker.